# Dagor-nuin-Giliath
I J.R.R. Tolkiens berättelser om Midgård är Dagor-nuin-Giliath eller Slaget under Stjärnorna det andra slaget i Beleriandkrigen men det första slaget som involverade noldor.
De noldor som följde Fëanor kom att landa i Hithlum och bygga sina första läger på Mithrim sjöns norra stränder. Deras oförutsägbara ankomst överraskade totalt Morgoth. Detta gjorde att Morgoth blev tvungen att ställa in sina planer på att erövra Beleriand. Han omgrupperar sina styrkor för att möta detta nya och oväntade hot.
Morgoth vet ännu inte mycket om sina fienders styrka och begåvning. Han hoppas kunna störta Fëanorierna innan de kan etablera några riken. Han tänkte använda flera orcharméer för att lyckas med detta. En orcharmé skickas ut från Angband för att attackera ovanför bergspassen till Ered Wethrin och orcherarmén som ockuperat östra Beleriand och inlett en belägring av Círdans hamnar i söder skickas tillbaka för att ansluta till denna attack. Morgoths orcher är mycket flera än Fëanors noldor men orchkaptenerna kan inte utnyttja detta och till fullo använda sig av sin fulla makt. Noldor är beväpnade med Valinors Ljus, fantastiska vapen och rustningar samt de nya kavallerierna och krossar orcherna till sista orch.  
Den första orcherarmén med ungefär 40 000 orcher krossas snabbt i Mithrim och retirerar mot norr genom Ard-galen med Fëanor ilsket bakom dem tillsammans med stora delar av kavalleriet. Orcherarmén från syd som är minskad efter belägringarna av hamnarna i Falas under det Första Slaget om Beleriand drar sig nu norrut för att ansluta sig till attacken. Celegorm som leder resten av noldor lägger sig i bakhåll i passen bakom Eithel Sirion och driver orcherna tillbaka. De krossas totalt efter ett tiodagars slag och de kvarlevande orcherna försöker fly tillbaka till Angband. 
Fëanor, med en otrolig ilska jagar orcherna över Ard-galens slätter och blir separerad från sin styrka. Vid den norra kanten av slätten Dor Daedeloth stannar orcherna upp och Gothmog leder sina balroger från Thangorodrim till deras hjälp. Fëanor stannar länge upp och kämpar ensam tills han blir dödligt skadad. Fëanor räddas av hans söner men dör ganska snabbt. Dagor-nuin-Giliath är en bitter seger för noldor, då de nästan krossar alla Morgoths styrkor i flera olika slag dör Fëanor och de förlorar en av deras prinser.
I vissa historier om juvelernas krig räknas slaget vid Lammoth som en del av Dagor-nuin-Giliath. I dessa sagor landar Fingolfin med noldors andra stora huvudstyrka i Lammoth. Där blir de anfallna av orcher som sänts av Morgoth för att anfalla Fëanor bakifrån, och de utkämpar sitt första slag, slaget vid Lammoth. Trots att alverna dras in i strid helt oförberedda slåss de tappert och avskräcker fienden, dock faller bland annat Fingolfins son Argon. Fingolfin och hans armé jagar orcherna tills de är helt nedgjorda och sen passerar de in till Mithrim när Månen för första gången reser sig över världen.